# Cooperativa Sindicat Agrícola d'Òdena
Cooperativa Sindicat Agrícola d'Òdena és una obra d'Òdena (Anoia) inclosa a l'Inventari del Patrimoni Arquitectònic de Catalunya.

## Descripció
Tracta d'un edifici que ha estat molt transformat. Originalment era d'una nau i avui, en part, consta de planta i pis. És de planta rectangular i encara conserva, a l'exterior, els trets de decoració original: ús del maó vist en les bandes que divideixen la façana i que protegeixen els cantonades, així com el remat de la façana amb pilars coronats per formes rodones de falsa pedra que imita decoració de ceràmica. Tant les façanes laterals com els principals es coronen amb un acroteri delimitat i decorat per maó vist. Modernament ha estat convertit en habitatges i s'ha intentat conservar part de la façana, amb ben poc encert.

## Història
El 24 de febrer del 1924 es va constituir la cooperativa Sindicato Agrícola amb 250 socis i 1031 persones, sota la presidència de Silvestre Torras. El 1937 es creà la cooperativa de Consumo y Distribución. El 8 de febrer del 1939 fou confiscat per l'ajuntament i destinat a església provisional. Més tard s'hi van instal·lar les escoles.